# Sorcy-Bauthémont
Sorcy-Bauthémont é uma comuna francesa na região administrativa de Grande Leste, no departamento das Ardenas. Estende-se por uma área de 11,14 km². Em 2010 a comuna tinha 150 habitantes (densidade: 13,5 hab./km²).